# Europass
L'Europass és el model estandarditzat de curriculum vitae elaborat per la Comissió Europea per a unificar les candidatures laborals dels ciutadans europeus que desitgin treballar en altre part del territori de la Unió Europea (i de l'Espai Econòmic Europeu). El seu objectiu és incrementar la transparència de la qualificació i mobilitat dels ciutadans a la UE i al EEE, facilitant-ne la cerca d'ocupació, ja que fa que les habilitats i qualificacions d'una persona s'entenguin clarament a tot Europa (inclosos la Unió Europea, l'Espai Econòmic Europeu i els països candidats a la UE). Està format per cinc documents: el curriculum vitae, el passaport de llengües, el document de mobilitat, el suplement al títol superior i els certificats corresponents; aquests dos darrers són expedits per les autoritats educatives i comparteixen una marca i un logotip comú.
Es va establir per la Decisió 2241/2004/CE del Parlament i del Consell Europeus, de 15 de desembre de 2004, sobre un marc comunitari únic per a la transparència de les qualificacions i competències i va entrar en vigor l'1 de gener de 2005. Des del 2012, les persones poden reunir tots els documents Europass al passaport europeu d'habilitats.
Per tal de crear un currículum en format Europass, pot fer-se a través del portal (que està en 30 idiomes, però no en català) de l'European Centre for the Development of Vocational Training (CEDEFOP), on s'accedirà a l'aplicació per crear-lo o bé es podrà descarregar una plantilla en format Word per complimentar.